# 46P/Wirtanen
46P/Wirtanen est une petite comète périodique avec une période orbitale d'actuellement 5,4 ans. Le rayon de son noyau est de 555 ± 40 m. Elle appartient à la famille des comètes de Jupiter, qui ont toutes un aphélie entre 5 et 6 ua. Son diamètre est estimé à 1,2 km.
La sonde Rosetta lancée par l'ESA en 2004, ciblait initialement 46P/Wirtanen mais la fenêtre de lancement ayant été manquée, c'est finalement 67P/Tchourioumov-Guérassimenko qui fut explorée.

## Découverte
La comète fut découverte au travers d'une photographie le 17 janvier 1948 par l'astronome Carl Alvar Wirtanen. La plaque fut exposée le 15 janvier durant une surveillance du mouvement propre par l'observatoire Lick. En raison du nombre limité d'observations, il fallut plus d'un an pour déterminer l'objet comme étant une comète à courte période.

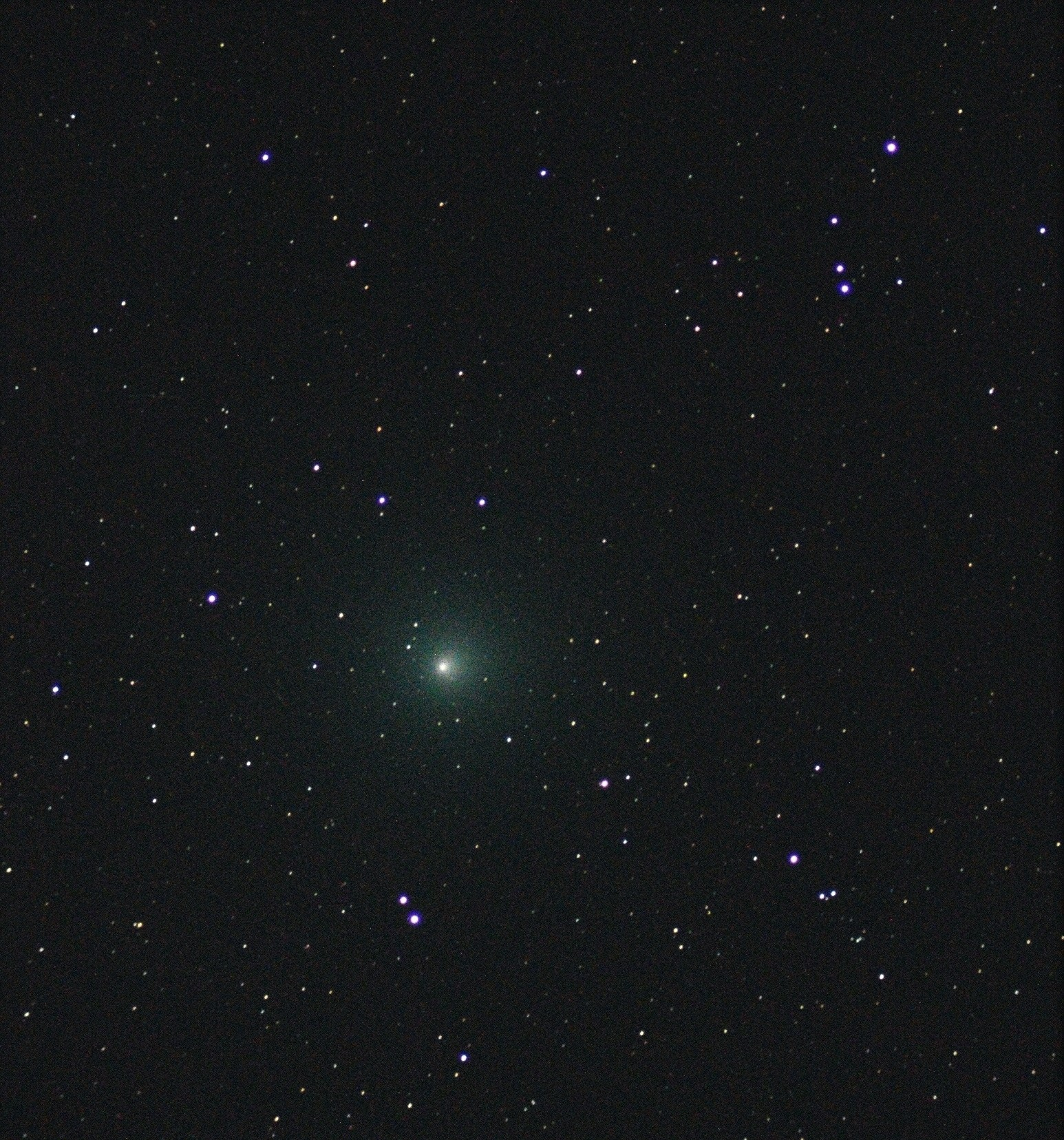
La comète Wirtanen observée en Argentine

## Passage au périhélie
Le 16 décembre 2018, 46P/Wirtanen passera à seulement 0,0777 UA (11 620 000 km) de la Terre, soit environ 30 fois la distance de la Terre à la Lune. Sa magnitude apparente devrait atteindre une valeur comprise entre 3 et 7,5,en faisant ainsi la valeur la plus brillante jamais calculée pour cette comète. Elle sera visible à l’œil nu dans la constellation du Taureau.[Passage à actualiser]
L'analyse de la composition isotopique (proportions de HDO et de H218O) de la vapeur d'eau émise par 46P/Wirtanen a été effectuée par l'observatoire aéroporté SOFIA lors du passage de la comète près de la Terre en décembre 2018. Le rapport D/H de cette eau est voisin de celui des océans terrestres, comme celui des deux autres comètes hyperactives dont on connaît ce rapport. Le rapport D/H des comètes est d'autant plus proche de celui de la Terre que ces comètes sont actives. Plusieurs hypothèses peuvent rendre compte de cette corrélation, mais de toute façon elle relance la théorie selon laquelle la majeure partie de l'eau terrestre proviendrait des comètes,.

## Pluie de météores
Les 12-13 décembre 2023, une pluie de météores provenant de 46P/Wirtanen est détectée. Le nom proposé pour cette pluie est lambda-sculptorides (code LSC).